# Ейкла
Е́йкла (ест. Eikla küla) — село в Естонії, у волості Ляене-Сааре повіту Сааремаа.

## Населення
Чисельність населення на 31 грудня 2011 року становила 102 особи.

## Географія
Ейкла межує з іншими селами: Койдула, Каубі та Кесквере. Через село проходить автошлях 124 (Лаадьяла — Кар'я). Від села починається дорога 125 (Ейкла — Луссу).

## Історія
13 вересня 1945 року у складі волості Каарма була утворена Ейкласька сільська рада, до якої входили села: Метса, Тиру, Тирізе, Каубі, Койдула, Кесквере, Ига та Пійла.
З 26 вересня 1950 року Ейкласька сільрада входить до складу Курессаареського району.
17 червня 1954 року Ейкласька сільська рада припинила існування, її територія була приєднана до Каармаської сільської ради.
До 12 грудня 2014 року село входило до складу волості Каарма.